# Sten Pettersson
Sten Karl Leopold Pettersson (Stoccolma, 11 settembre 1902 – Stoccolma, 1º settembre 1984) è stato un ostacolista e velocista svedese.

## Palmarès
- Giochi olimpici

Parigi 1924: bronzo nei 110 metri ostacoli.